# 애기여새

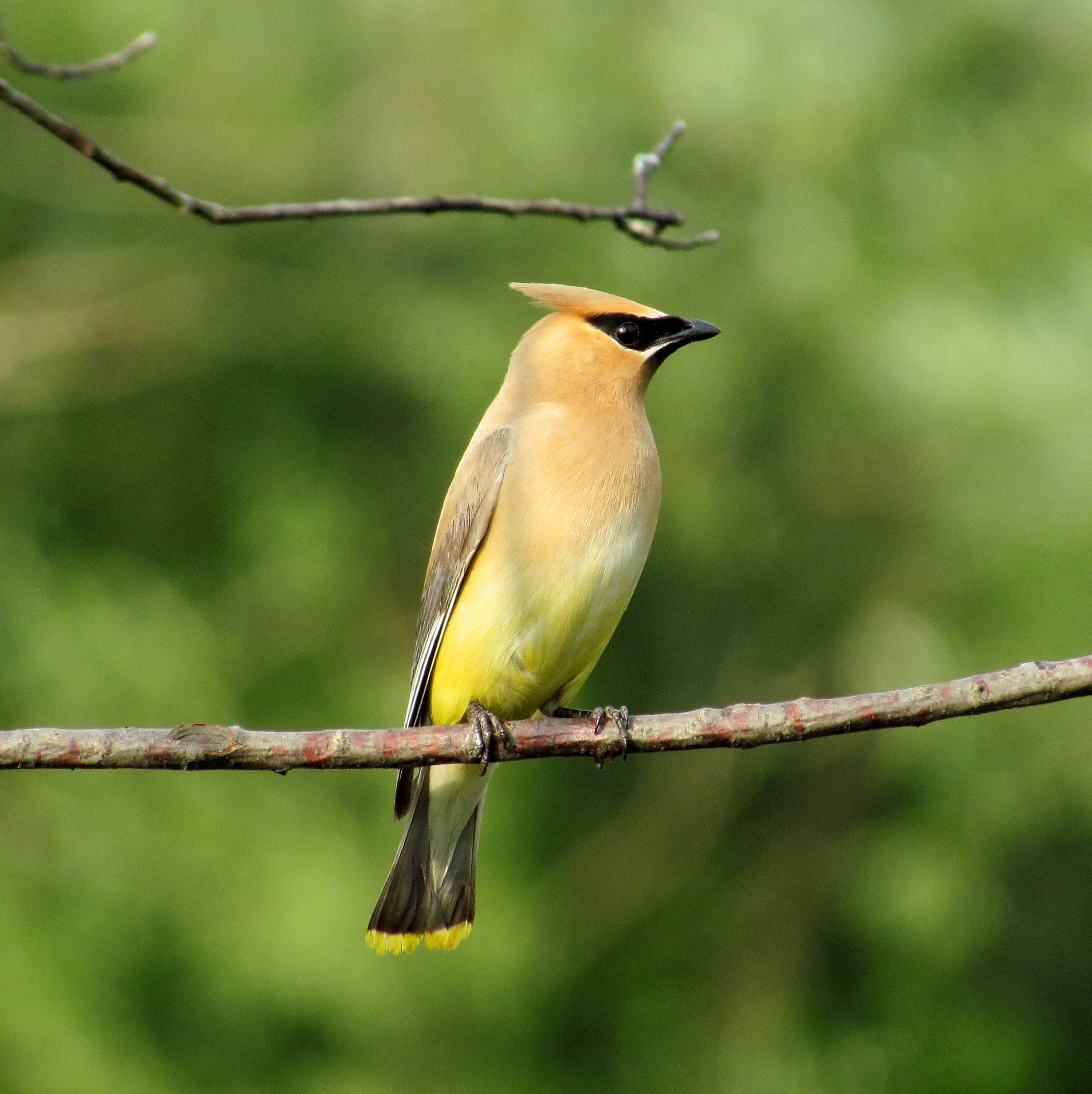

애기여새는 여새과의 새다.